# Twisted Saga
Ana Huang (Flórida, 07 de março de 1991) é a autora da Twisted saga, que contempla quatro grandes obras, tendo-a transformado numa das mais populares autoras de romances contemporâneos. Os direitos dos quatro livros da saga foram vendidos em mais de vinte países e o fenómeno despertou o interesse da comunicação social internacional, incluindo meios como o prestigiado Financial Times e as revistas Cosmopolitan e Glamour.

## Twisted Love
Twisted Love é o primeiro livro da coleção editorial mais falada na última década,tendo esta obra chegado aos principais Tops de venda. Este fenómeno começou nas redes sociais com uma hashtag, invadiu as livrarias e o sucesso foi avassalador, impulsionado pela opinião dos leitores repercutindo-se nas vendas.
Esta sua primeira obra continua a conquistar novos leitores a cada dia que passa, facto que tem despertado a curiosidade da comunicação social internacional e, também, o interesse da indústria cinematográfica.

### Enredo
Ele tem um coração de gelo... Mas por ela seria capaz de incendiar o mundo.
Alex Volkov é um demónio com coração de gelo. Abençoado com o rosto de um anjo, foi amaldiçoado por um passado do qual não pode escapar. Impulsionado por uma tragédia que o persegue desde a infância, procura implacavelmente a vingança, ignorando os assuntos do coração. Quando se vê forçado a cuidar da irmã do seu melhor amigo, começa a sentir algo no peito empedernido: Uma fenda. Um derretimento. Um incêndio que ameaça acabar com a vida como sempre a concebeu.
Ava Chen é um espírito livre preso por pesadelos de uma infância atormentada. Mas apesar do seu passado, ela nunca deixou de ver a beleza do mundo, incluindo o coração gelado de um homem que ela não deveria querer. Nunca. O melhor amigo do irmão. O seu vizinho. O seu salvador e a sua desgraça.
O amor entre eles nunca deveria despontar - mas quando nasce, desencadeia uma corrente explosiva de segredos que podem destruir os dois e tudo o que eles mais prezam na vida.
| nome                           | Data de Lançamento  | Data de Lançamento em Portugal | ISBN          | SKU     | Editora Portuguesa | Dimensões      | Encardenação | Número de Páginas | classificação média | Número de avaliações |
| Twisted love                   | 21 de abril de 2021 | outubro de 2022                | 9789897246302 | 2540782 | Clube do Autor     | 15,5 x 23,4 cm | Capa mole    | 368               | 3,73/5              | 678.624              |
| Twisted love (edição especial) |                     | novembro 2023                  | 9789897247088 | 2649888 | Clube do Autor     | 15,5 x 23,5 cm | Capa mole    | 384               |                     |                      |

### Citações
“Se permitires que pessoas inferiores determinem o teu valor próprio, nunca alcançarás mais do que a imaginação limitada deles.”- Ana Huang, Twisted Love
“Tu não precisas de fazer horas extras para que as pessoas te amem, Ava. O amor não é conquistado, é dado.”- Ana Huang, Twisted Love

""Amor." A palavra flutuou entre nós numa suave rajada de ar. “Amor profundo, duradouro e incondicional. Tu queres tanto isso que estás disposto a viver por isso. A maioria das pessoas pensava que o maior sacrifício que poderiam fazer seria morrer por alguma coisa. Eles estavam errados. O maior sacrifício que alguém poderia fazer era viver para algo – permitir que isso o consumisse e o transformasse numa versão de si mesmo que não reconhecia. A morte era o esquecimento; a vida era a realidade, a verdade mais dura que já existiu".”-Ana Huang, Twisted Love. 

## Twisted Games
Twisted Games é um romance contemporâneo incrível, absolutamente viciante e envolvente, com guarda-costas e da realeza. É o segundo livro da série Twisted, mas pode ser lido como um livro independente.

### Enredo
Ela não pode ser sua. Mas ele vai tomá-la de qualquer maneira. Vai quebrar todas as regras.
Um amor proibido, uma química fora de série!
Magnífica, obstinada e amarrada pelas correntes do poder, a princesa Bridget sonha com a liberdade de viver e amar como quiser. Quando o irmão, o herdeiro, abdica por amor, Bridget é forçada a assumir o trono que nunca ambicionou e enfrentar um casamento sem amor e politicamente conveniente. Enquanto navega pelos meandros - e traições - do seu novo papel real, tem de esconder o seu desejo por um homem que nunca poderá ter. O guarda-costas. O seu protetor. A sua desgraça.
Estoico, taciturno e arrogante, o guarda-costas Rhys Larsen tem duas regras de que não abdica: proteger os seus clientes a todo o custo e não se envolver emocionalmente. Sempre. Nunca se sentiu tentado a quebrá-las… Até a conhecer. Bridget von Ascheberg. Uma princesa teimosa e com um fogo oculto que reduz a cinzas às suas regras. Ela não é nada do que ele esperava e, afinal, é tudo o que ele nunca soube que precisava.
Dia após dia, centímetro a centímetro, ela quebra as defesas de Rhys até que ele não pode mais negar a verdade - jurou protegê-la, mas quer arruiná-la. Levá-la consigo. Ela é sua. A sua princesa. O seu fruto proibido. As suas fantasias mais ousadas.
Inesperado e proibido, o amor que surge pode destruir um reino… E condenar os dois.
| nome          | Data de Lançamento  | Data de Lançamento em Portugal | ISBN          | SKU     | Editora Portuguesa | Dimensões      | Encardenação | Número de Páginas | classificação média | Número de avaliações |
| Twisted games | 29 de julho de 2021 | janeiro 2023                   | 9789897246623 | 2562460 | Clube do Autor     | 23,5 x 15,5 cm | Capa mole    | 424               | 4,12/5              | 453.340              |

### Citações
“Mas alguém uma vez me disse que terminamos sempre onde deveríamos estar, e é aqui que eu deveria estar. Contigo."- Ana Huang, Twisted Games 

“Tu preencheste uma parte da minha alma que sempre pensei que estaria vazia e curas-te cicatrizes que eu nunca soube que existiam. E percebi… não é que eu não acreditasse no amor antes. É que eu estava a guardar tudo para ti.”-Ana Huang, Twisted Games. 

## Twisted Hate
Twisted Hate é um romance de inimigos como nunca antes leu. Também pode ser lido separadamente embora se recomende a leitura dos livros anteriores de forma cronológica

### Enredo
Ele odeia-a... Quase tanto como a deseja.
Jules era linda de uma forma que me fazia querer afogar nela, deixá-la preencher cada centímetro da minha alma, até me consumir. Num mundo em que eu estava rodeado pela morte, ela era a única coisa que me fazia sentir vivo.
Arrebatador, secreto, ardente.
Intenso, impetuoso, explosivo.
Josh Chen é capaz de encantar qualquer pessoa... Exceto Jules Ambrose. A bela ruiva tem sido um espinho encravado desde que se conheceram. Mas o certo é que domina os seus pensamentos de uma forma que nenhuma outra mulher alguma vez conseguiu...
| nome         | Data de Lançamento    | Data de Lançamento em Portugal | ISBN          | SKU     | Editora Portuguesa | Dimensões      | Encardenação | Número de Páginas | classificação média | Número de avaliações |
| Twisted Hate | 27 de janeiro de 2022 | março 2023                     | 9789897246692 | 2577398 | Clube do Autor     | 15,5 x 23,5 cm | Capa mole    | 480               | 4,03/5              | 327.816              |

### Citações
“A tua possibilidade é melhor do que a realidade de qualquer outra pessoa.”- Ana Huang, Twisted Hate
“Eu deixei de te querer matar ... para querer matar por ti.”-Ana Huang, Twisted Hate 

“Às vezes, as pessoas mudam. E às vezes, eles conhecem pessoas que os fazem querer mudar.”- Ana Huang, Twisted Hate

## Twisted Lies
Twisted Lies é o ultimo livro da série, sendo também o maior da mesma. Pode ser lido individualmente.

### Enredo
Ele fará qualquer coisa para a ter... Incluindo mentir.
O meu sonho é estar contigo. E o meu maior medo é perder-te. Tu serás sempre o meu primeiro, último e único amor.
Romântico, ambíguo, viciante.
Charmoso, demorado, inesquecível.
Um romance que vai morar para sempre no seu coração.
Stella Alonso é uma romântica sem tempo para relacionamentos. Mas quando uma ameaça do seu passado a leva diretamente para os braços - e para a casa - de Christian o homem mais perigoso que alguma vez conheceu, fica tentada a deixar-se sentir algo pela primeira vez em muito, muito tempo. O seu amor é distorcido por segredos e manchado pelas mentiras. Quando as verdades finalmente são reveladas, podem destruir tudo irremediavelmente.
| nome         | Data de Lançamento  | Data de Lançamento em Portugal | ISBN          | SKU     | Editora Portuguesa | Dimensões      | Encardenação | Número de Páginas | classificação média | Número de avaliações |
| Twisted Lies | 30 de junho de 2022 | junho 2023                     | 9789897246791 | 2597451 | Clube do Autor     | 15,5 x 23,5 cm | Capa mole    | 528               | 4,23/5              | 278.595              |

### Citações
“A escuridão sempre foi atraída pela luz, mas eu não fui atraído apenas por ela; Eu estava extremamente obcecado. Eu atirava-me para a chama dela e deixava que ela me queimasse vivo se isso significasse que o seu calor fosse a última coisa que eu sentia antes de morrer.”- Ana Huang, Twisted Lies
“Achei que não acreditasses no amor”, provoquei. "Tens razão. Essa foi a palavra errada… Porque o amor é comum. Mundano. E, Stella...tu é extraordinária."- Ana Huang, Twisted Lies
“No dia em que te conheci”, disse ele. “Foi o dia mais sortudo da minha vida. Sempre foste a parte mais brilhante do meu mundo. E sempre serás. A profundidade da emoção nas suas palavras ardeu nos meus olhos. “ Não me pareces alguém que acredita na sorte". “Eu acredito em tudo quando se trata de ti."- Ana Huang, Twisted Lies
“Se os meus pensamentos eram um caos, ela era minha âncora. Eles sempre voltavam para ela."-Ana Huang, Twisted Lies
“Apesar do que eu disse sobre o amor ser uma droga, Stella foi minha maior pedrada. Uma tentação sem escapatória. Uma obsessão sem fim. Um vício sem cura.”-Ana Huang, Twisted Lies

“Esperamos sempre que o nosso mundo externo reflita o nosso mundo interno, mas foram situações como estas que me lembraram que o mundo continuaria, independentemente do que acontecesse connosco individualmente. Foi em partes reconfortante e deprimente"- Ana Huang, Twisted Lies